# Richtlinie 2010/18/EU (Elternzeitrichtlinie)
Die Richtlinie 2010/18/EU vom 8. März 2010, auch Elternzeitrichtlinie oder Elternurlaubsrichtlinie genannt, legt Mindestvorschriften für den Elternurlaub und für das Fernbleiben von der Arbeit aus Gründen höherer Gewalt fest. Sie ist als Maßnahme zur Verbesserung der Vereinbarkeit von Beruf, Familie und Privatleben und zur Umsetzung der Chancengleichheit von Männern und Frauen auf dem Arbeitsmarkt und der Gleichbehandlung am Arbeitsplatz konzipiert. Sie soll im Sinne von Flexicurity sowohl Interessen von Arbeitgebern als auch den von Arbeitnehmern entgegenkommen.
Auch die vorangehende Richtlinie 96/34/EG vom 3. Juni 1996 legte Mindestvorschriften für den Elternurlaub und für das Fernbleiben von der Arbeit aus Gründen höherer Gewalt fest und war als Maßnahme zur Verbesserung der Vereinbarkeit von Berufs- und Familienleben konzipiert. Sie erhob die am 14. Dezember 1995 zwischen den europäischen Sozialpartnern (UNICE, CEEP und EGB) geschlossene Rahmenvereinbarung über Elternurlaub zu verbindlichem Recht. Diese Rahmenvereinbarung ist der Richtlinie angehängt.
Die Richtlinie 97/75/EG vom 15. Dezember 1997 dehnte die Bestimmungen der Richtlinie auf das Vereinigte Königreich Großbritannien und Nordirland aus.

## Inhalt der Rahmenvereinbarung bei Richtlinie 2010/18/EU
Die Rahmenvereinbarung definiert in Paragraph 1 Ziel und Anwendungsbereich der Rahmenvereinbarung.
In Paragraph 2 Nummer 1 ist ein individuelles Recht auf einen Elternurlaub von mindestens vier Monaten im Fall der Geburt oder der Adoption festgelegt. Das Recht bezieht sich auf den Zeitraum bis zu einem bestimmten Alter des Kindes, maximal acht Jahre. Der Elternurlaub soll nach Paragraph 2 Nummer 2 zwar grundsätzlich nicht übertragbar sein, allerdings ist lediglich für einen Monat die Nichtübertragbarkeit verpflichtend. Paragraph 5 bezieht sich auf Arbeitnehmerrechte (einschließlich des Rechts des Arbeitnehmers auf die Rückkehr auf den früheren Arbeitsplatz oder, wenn das nicht möglich ist, auf eine gleichwertige oder ähnliche Arbeit) und Nichtdiskriminierung (Schutz gegen Benachteiligung oder Kündigung aufgrund der Beantragung oder Inanspruchnahme des Elternurlaubs) und Paragraph 6 enthält Regelungen zur Wiederaufnahme der Erwerbstätigkeit.
Paragraph 7 verpflichtet die Sozialpartner und/oder die Mitgliedsstaaten zum Treffen von Maßnahmen, um Arbeitnehmern ein Fernbleiben von der Arbeit aus Gründen höherer Gewalt wegen dringender familiärer Gründe bei Krankheiten oder Unfällen, die die sofortige Anwesenheit des Arbeitnehmers erfordern, zu ermöglichen.

## Vorangehende Richtlinie 96/34/EG

### Inhalt der Rahmenvereinbarung
Die Rahmenvereinbarung definiert in Paragraph 1 Ziel und Anwendungsbereich der Rahmenvereinbarung.
In Paragraph 2 Nummer 1 ist ein individuelles Recht auf einen Elternurlaub von mindestens drei Monaten im Fall der Geburt oder der Adoption festgelegt. Das Recht bezieht sich auf den Zeitraum bis zu einem bestimmten Alter des Kindes, maximal acht Jahre. Der Elternurlaub soll nach Paragraph 2 Nummer 2 prinzipiell nicht übertragbar sein. Die Voraussetzungen und Modalitäten für die Inanspruchnahme des Elternurlaubs werden nach Paragraph 2 Nummer 3 durch die Mitgliedsstaaten bzw. die Sozialpartner bestimmt. Insbesondere können sie nach Nummer 3.a) entscheiden, ob der Elternurlaub auf Vollzeit- oder Teilzeitbasis, in Teilen oder in Form von „Kreditstunden“ gewährt wird.
Paragraph 3 verpflichtet die Sozialpartner und/oder die Mitgliedsstaaten zum Treffen von Maßnahmen, um Arbeitnehmern ein Fernbleiben von der Arbeit aus Gründen höherer Gewalt wegen dringender familiärer Gründe bei Krankheiten oder Unfällen, die die sofortige Anwesenheit des Arbeitnehmers erfordern, zu ermöglichen.

### Umsetzung
Eine Änderung der nationalen Gesetzgebung in Deutschland wurde in den ersten Jahren nach dem Inkrafttreten der Richtlinie nicht angestrebt. Die Richtlinie wurde später durch das Bundeselterngeld- und Elternzeitgesetz umgesetzt.

### Bestrebungen zur Überarbeitung
Die Europäische Kommission stellte im „Fahrplan für die Gleichstellung von Frauen und Männern 2006–2010“ die Vereinbarkeit von Berufs-, Privat- und Familienleben als eine der Prioritäten heraus. In diesem Zusammenhang führte sie im Oktober 2006 eine erste Anhörung der Europäischen Sozialpartner nach Artikel 138 EGV zum Thema Vereinbarkeit durch. Am 30. Mai 2007 leitete sie die zweite Phase der Anhörung ein und forderte dabei die Europäischen Sozialpartner auf, ihre laufenden Arbeiten zur Förderung der Work-Life-Balance im Kontext ihres gemeinsamen Aktionsrahmens fortzusetzen. Insbesondere forderte sie sie auf, die Rahmenvereinbarung über den Elternurlaub auf eine mögliche Überarbeitung hin zu prüfen. Die Kommission kündigte an, selbst einen Richtlinienvorschlag vorzulegen, wenn die Sozialpartner dieser Aufforderung nicht nachkämen. Umgekehrt erklärte sich die Kommission bereit, einem eventuellen Übereinkommen die Form einer Richtlinie zu geben.
Am 17. September 2008 nahmen die Europäischen Sozialpartner im Rahmen des Europäischen Sozialdialogs Verhandlungen zur Überarbeitung der Richtlinie auf; ursprünglich war vorgesehen, das Ergebnis den Staats- und Regierungschefs im Rahmen des Frühjahrsgipfels 2009 zu übergeben. Die Verhandlungen kamen Ende 2008 ins Stocken; am 23. März 2009 wurde dann ein Verhandlungsergebnis erreicht. Demnach sollte
- das individuelle Recht auf Elternzeit von bisher drei auf vier Monate für jeden Elternteil verlängert werden,
- ein „erweiterter modernerer Familienbegriff“ Anwendung finden und
- die Flexibilität nach der Rückkehr aus der Elternzeit im Sinne der Beschäftigten verbessert werden.

Der Europäische Gewerkschaftsbund und die Arbeitgeberverbände hatten daraufhin in einem Abstimmungsverfahren zu entscheiden, ob sie das Verhandlungsergebnis akzeptieren.
Am 18. Juni 2009 einigten sich die Sozialpartner auf eine neue Rahmenvereinbarung zur Elternzeit. Zur Durchführung der überarbeiteten Rahmenvereinbarung über Elternurlaub einigte sich der Rat am 30. November 2009 auf eine neue Richtlinie über Elternurlaub. Die neue Richtlinie 2010/18/EU wurde am 8. März 2010 formal verabschiedet und trat an die Stelle der Richtlinie 96/34/EG. Die Mitgliedstaaten haben dann zwei Jahre Zeit, die neuen Vorschriften in nationales Recht umzusetzen.

## Nachfolgende Richtlinie (EU) 2019/1158
Diese Richtlinie wird aufgehoben durch die Richtlinie (EU) 2019/1158 (Vereinbarkeitsrichtlinie), die bis zum 2. August 2022 in nationales Recht umzusetzen war. Sie sieht u. a. einen Vaterschaftsurlaub von mindestens 10 Tagen vor, der mindestens in Höhe des Krankengeldes zu vergüten ist. Zwei (oder mehr) Monate des mindestens viermonatigen Elternurlaubs sind nicht übertragbar, und Eltern können den Elternurlaub auf Teilzeitbasis oder abschnittsweise bis zum 8. Geburtstag des Kindes in Anspruch nehmen. Es besteht ein Anspruch auf jährlich fünf Tage Arbeitsfreistellung für die Pflege von schwerkranken oder hilfsbedürftigen Familienangehörigen. Zudem werden die Rechte für berufstätige Eltern von Kindern bis 8 Jahre und für pflegende Angehörige bezüglich der Beantragung flexibler Arbeitsregelungen (Teilzeit, Gleitzeit und Telearbeit) gestärkt.
Nicht angenommen wurden Vorschläge, den Zeitrahmen bis zum zwölften Geburtstag auszudehnen.
Am 16. September befand sich der deutsche Gesetzesentwurf noch in der Beratung im Bundesrat.[veraltet]